# Tečný vektor

## Tečný vektor
Tečný vektor v bodě {\displaystyle \mathbf {r} _{0}} křivky, jejíž body jsou určeny rádiusvektorem {\displaystyle \mathbf {r} =\mathbf {r} (t)} a která prochází bodem {\displaystyle \mathbf {r} _{0}=[x_{0},y_{0},z_{0}]} dané křivky, je vektor
{\displaystyle {\left({\frac {\mathrm {d} \mathbf {r} }{\mathrm {d} t}}\right)}_{0}=\left[{\left({\frac {\mathrm {d} x}{\mathrm {d} t}}\right)}_{0},{\left({\frac {\mathrm {d} y}{\mathrm {d} t}}\right)}_{0},{\left({\frac {\mathrm {d} z}{\mathrm {d} t}}\right)}_{0}\right]}.
Jednotkovým tečným vektorem {\displaystyle \mathbf {t} } se nazývá vektor jednotkový vektor ve směru tečného vektoru, tedy
{\displaystyle \mathbf {t} ={\frac {\frac {\mathrm {d} \mathbf {r} }{\mathrm {d} t}}{\sqrt {{\frac {\mathrm {d} \mathbf {r} }{\mathrm {d} t}}\cdot {\frac {\mathrm {d} \mathbf {r} }{\mathrm {d} t}}}}}=\left({\frac {\frac {\mathrm {d} x}{\mathrm {d} t}}{\sqrt {{\left({\frac {\mathrm {d} x}{\mathrm {d} t}}\right)}^{2}+{\left({\frac {\mathrm {d} y}{\mathrm {d} t}}\right)}^{2}+{\left({\frac {\mathrm {d} z}{\mathrm {d} t}}\right)}^{2}}}},{\frac {\frac {\mathrm {d} y}{\mathrm {d} t}}{\sqrt {{\left({\frac {\mathrm {d} x}{\mathrm {d} t}}\right)}^{2}+{\left({\frac {\mathrm {d} y}{\mathrm {d} t}}\right)}^{2}+{\left({\frac {\mathrm {d} z}{\mathrm {d} t}}\right)}^{2}}}},{\frac {\frac {\mathrm {d} z}{\mathrm {d} t}}{\sqrt {{\left({\frac {\mathrm {d} x}{\mathrm {d} t}}\right)}^{2}+{\left({\frac {\mathrm {d} y}{\mathrm {d} t}}\right)}^{2}+{\left({\frac {\mathrm {d} z}{\mathrm {d} t}}\right)}^{2}}}}\right)}
Pokud je parametrem křivky oblouk {\displaystyle s}, pak platí
{\displaystyle \mathbf {t} ={\frac {\mathrm {d} \mathbf {r} }{\mathrm {d} s}}}

## Rovnice tečny
Jednotlivé složky jednotkového tečného vektoru {\displaystyle \mathbf {t} } představují směrové kosiny tečny v daném bodě křivky.
Rovnici tečny ke křivce {\displaystyle \mathbf {r} =\mathbf {r} (t)} v bodě {\displaystyle \mathbf {r} _{0}} lze zapsat jako
{\displaystyle {\frac {X-x_{0}}{{\left({\frac {\mathrm {d} x}{\mathrm {d} t}}\right)}_{0}}}={\frac {Y-y_{0}}{{\left({\frac {\mathrm {d} y}{\mathrm {d} t}}\right)}_{0}}}={\frac {Z-z_{0}}{{\left({\frac {\mathrm {d} z}{\mathrm {d} t}}\right)}_{0}}}}
nebo ve vektorovém tvaru
{\displaystyle \mathbf {R} =\mathbf {r} _{0}+u{\left({\frac {\mathrm {d} \mathbf {r} }{\mathrm {d} t}}\right)}_{0}},
kde {\displaystyle \mathbf {r} _{0}=[x_{0},y_{0},z_{0}]} je bod dotyku tečny, {\displaystyle \mathbf {R} =[X,Y,Z]} jsou body tečné přímky, {\displaystyle t} je parametr křivky a {\displaystyle u} je parametr tečny.